# ناصر ميناشي
ناصر ميناشي (1931 - 25 يناير 2014) كان ناشطًا إيرانيًا ومؤسس حسينية إرشاد، وهي مؤسسة إسلامية حداثية. شغل منصب وزير السياحة ثم وزير الإعلام والدعاية في الحكومة المؤقتة في إيران بعد تغيير النظام في عام 1979 م. وكان أيضًا وزيرًا للثقافة في الحكومة أثناء رئاسة أبو الحسن بني صدر.

## المهنة والأنشطة
كان ميناشي أحد زعماء البازار في عهد محمد رضا بهلوي وشارك في تأسيس حسينية الإرشاد، وهي منظمة إسلامية غير تقليدية في طهران. كان يعمل كوصي على المؤسسة حتى وفاته. وكان أيضًا زعيمًا للمعارضة في ذلك الوقت. كان لديه نهج معارض معتدل وكان يعمل مديرًا للجنة الدفاع عن حقوق الإنسان. قبل تغيير النظام في شباط 1979 كان ميناشي أيضًا المتحدث باسم مجموعة مكونة من القوميين الإسلاميين المعتدلين بقيادة مهدي بازركان.
عُين وزيرًا للسياحة في الحكومة المؤقتة لمهدي بازركان في شباط 1979 م. كما تم تعيينه وزيرًا للإعلام والدعاية في نفس الحكومة في 22 شباط من ذلك العام. وكان أيضًا عضوًا في المجلس الثوري حتى تشرين الثاني 1979 م.
وطالب المحتلون في السفارة الأميركية في طهران باعتقال ميناشي أثناء توليه منصب وزير الإعلام. اتهموا ميناشي بأنه عميل لوكالة المخابرات المركزية. وفي نهاية المطاف، قُبض على ميناشي في منزله من مسلحين في أوائل شباط 1980 م. أُطلق سراحه بعد بفترة وجيزة بتدخل بازركان.
وفي وقت لاحق أصبح ميناشي وزيرًا للثقافة والتوجيه الوطني في عهد أبو الحسن بني صدر.

## الوفاة
توفي ميناشي بسبب قصور في القلب في 25 كانون الثاني 2014 م في طهران. أقيمت صلاة الجنازة عليه في مسجد حسينية الإرشاد.